# Aphrodes olivaceus
Aphrodes olivaceus är en insektsart som beskrevs av Walker 1851. Aphrodes olivaceus ingår i släktet Aphrodes och familjen dvärgstritar. Inga underarter finns listade i Catalogue of Life.